# Kenna James
Pour les articles homonymes, voir James.
Ne pas confondre avec l'actrice pornographique Kendra James.
Kenna James, née le 27 août 1995 à Evansville dans l'Indiana, est une actrice pornographique américaine. Elle commence sa carrière en 2014, à l'âge de 19 ans, en se spécialisant dans les scènes lesbiennes dans un premier temps, avant de se diversifier dans des scènes hétérosexuelles. Elle à remporter le prix de l’interprète lesbienne de l’année aux XBIZ Awards 2022.

## Biographie
Kenna James a commencé sa carrière en 2014, à l'âge de 19 ans, se spécialisant initialement dans les scènes lesbiennes. Dès 2015, elle obtient une première distinction en étant nommée Penthouse Pet du mois de février 2015 . En 2016, elle a joué dans A Lesbian Romance, un film de la série Tales From the Heart de New Sensations, réalisé par Jacky St. James. Dans ce film, elle partage l'écran avec Jenna Sativa, interprétant un jeune couple qui tombe amoureux après une nuit de sexe occasionnel . Cette année-là, elle obtient une première distinction en étant désignée Penthouse Pet of the Year, une reconnaissance notable dans sa carrière .

En 2017, Kenna a élargi son répertoire en tournant ses premières scènes hétérosexuelles, elle déclare à cette occasion : 
La décision de passer au boy/girl a été un grand pas pour moi, mais je ne l'ai jamais regretté une seule seconde. J’ai adoré chaque expérience. C’est la raison pour laquelle de nombreux rôles intéressants m’ont été proposés . 
À cette occasion, elle signe un contrat exclusif avec X-Art pour le film Her Sexual Fantasy, où elle a partagé l'écran avec James Deen dans sa première scène hétérosexuelle . Selon Wendy Crawford, présidente d'Adult Source Media, Kenna avait initialement des réserves quant à tourner des scènes hétérosexuelles, mais elle a accepté sous deux conditions : que la scène soit réalisée avec James Deen et que la production soit assurée par l'équipe de Colette et Brigham Field de X-Art . Son contrat ayant pris fin, elle poursuit son souhait de continuer de tourner des scènes hétérosexuelles, sans toutefois abandonner la pornographie lesbienne, et commence à travailler pour le studio Vixen, estimant que l'image de ce studio correspondait à la direction qu'elle souhaitait donner à sa carrière ,. Ce choix a véritablement propulsé sa popularité et lui a permis d'explorer de nouveaux rôles avec plus de profondeur et de diversité. 
En mars 2018, Kenna James a été désignée « Cherry of the Month » par Cherry Pimps. Ce titre, décerné chaque mois à une actrice montante, lui a permis de tourner plusieurs scènes exclusives pour la plateforme, dont une avec James Deen. Avant cela, Kenna James s’était principalement illustrée comme interprète lesbienne, mais elle avait amorcé une transition vers des scènes hétérosexuelles l’année précédente. Jack Avalanche, PDG de Cherry Pimps, a souligné son charisme naturel et sa présence devant la caméra, qui rendent ses performances particulièrement marquantes. Pour célébrer cette distinction, elle a tourné quatre scènes solo et une scène hardcore avec James Deen, disponibles sur CherryPimps.com. Elle a exprimé son enthousiasme pour cette expérience, la décrivant comme un rêve devenu réalité . En juin 2018, Kenna James joue dans The Voyeur de Jacky St. James, une production du studio Sweet Sinner . Ce film met en avant une approche plus cinématographique et scénarisée du divertissement adulte, centrée sur des performances authentiques et une narration immersive. Jacky St. James, connue pour son travail dans le genre dramatique et érotique, a choisi Kenna James pour sa capacité à exprimer des émotions à l’écran, renforçant ainsi le réalisme du film . En septembre, Kenna James a participé à Wasteland, un projet réalisé pour le site Girlsway . Dans ce film, elle incarne un robot sexuel dévoué à satisfaire ses maîtres humains dans un univers futuriste. Ce rôle a mis notamment en avant les compétences d’interprétation de Kenna, en particulier dans des scènes où elle mêle performance physique et expression émotionnelle, une combinaison qui lui permet de se démarquer dans des rôles de science-fiction. Le projet a été salué pour son approche créative et novatrice, et Kenna y apporte sa touche unique de sensualité et d’authenticité . Parmi ses autres projets cette année-là, elle participe à The Possession of Mrs. Hyde, une production du célèbre réalisateur Axel Braun pour Wicked Pictures, où elle tourne une scène remarquée aux côtés de Seth Gamble et Victoria Voxxx. Cette expérience marque un tournant dans sa carrière, lui permettant d'élargir son registre d’interprétation . Elle joue également un rôle dans Love in the Digital Age, un film réalisé par Jacky St. James, où elle incarne Lizzie, la meilleure amie du personnage principal .
En 2019, elle s'est pleinement engagée dans les scènes hétérosexuelles, collaborant avec des studios renommés tels que Pornpros, Evil Angel, Brazzers et Zero Tolerance . Cette même année, elle a réalisé sa première scène anale avec le studio Tushy . Mais elle n’abandonne pas pour autant les projets de pornographie lesbienne. En effet, elle participe à Girls of Wrestling, une production de Sweetheart Video où elle prend part à des scènes inspirées de l’univers du catch féminin , mais aussi dans Confessions of a Sinful Nun 2: The Rise of Sister Mona du réalisateur multi-récompensé Ricky Greenwood, où elle donne la réplique à Charlotte Stokely . Elle fait également partie du casting de Teenage Lesbian de Bree Mills, film multi-récompensé lors de la 37e cérémonie des AVN Awards, où elle tient un des rôles principaux aux côté de Kristen Scott .
Début 2020, pour sa performance dans Teenage Lesbian, elle obtient la première récompense de sa carrière, à savoir le XBIZ Award de la meilleure actrice dans un second rôle. Lors des mêmes XBIZ Awards, elle obtient également l’award de la meilleure scène de sexe lesbien avec Charlotte Stokely dans Confessions of a Sinful Nun 2: The Rise of Sister Mona. Durant cette année, elle participe à certains projets notable comme Student Affairs de Mike Quasar et Crushing On My Bestie pour Wicked, et Bad Teacher, une scène en réalité virtuel du studio VR Bangers.  Mais surtout au projet Teenage Lesbien : One Year Later, une scène d’« orgie virtuelle » pour commémorer la Journée internationale contre l'homophobie du 17 mai 2020 et pour les 1 an de la sortie du film en compagnie de toutes les actrices du film. Par ailleurs, au mois de juin, elle est désignée Team Skeet All-Star du mois, une distinction décernée aux actrices ayant marqué l’industrie par leurs performances et leur popularité. Ce titre souligne son impact continu et son évolution dans le milieu du X .
Elle débute l’année 2021 en remportant lors de la 38e cérémonie des AVN Awards le prix de la meilleure scène de sexe en quarantaine. Elle est également nommée pour le prix d’interprète lesbienne de l’année aux XBIZ Awards sans toutefois être lauréate. Kenna James est désignée « Babe Of The Month » du mois d’avril pour Bang.com, en cette qualité, elle tourne d’ailleurs la 1000e scène du studio dans une scène intitulée Kenna James Swirls On The Stripper Pole. Elle retrouve le réalisateur Jacky St. James qui lui donne le rôle principale pour son dernier film Holding Out & Giving In 3 pour le studio Bellesa Films. Kenna James participe à un projet d’ampleur du réalisateur Ricky Greenwood pour MissaX qui se nomme Under The Weil où elle tiens le rôle féminin principale et retrouve à l’écran Charlotte Stokely. Par ailleurs, Kenna James remporte le prix de la meilleure interprète lesbienne aux Nightmoves Awards 2021. En novembre de la même année, elle fait également une apparition remarquée dans SpideyPool d’Axel Braun, une parodie de Spider-Man où elle incarne le personnage de Mary Jane Watson.

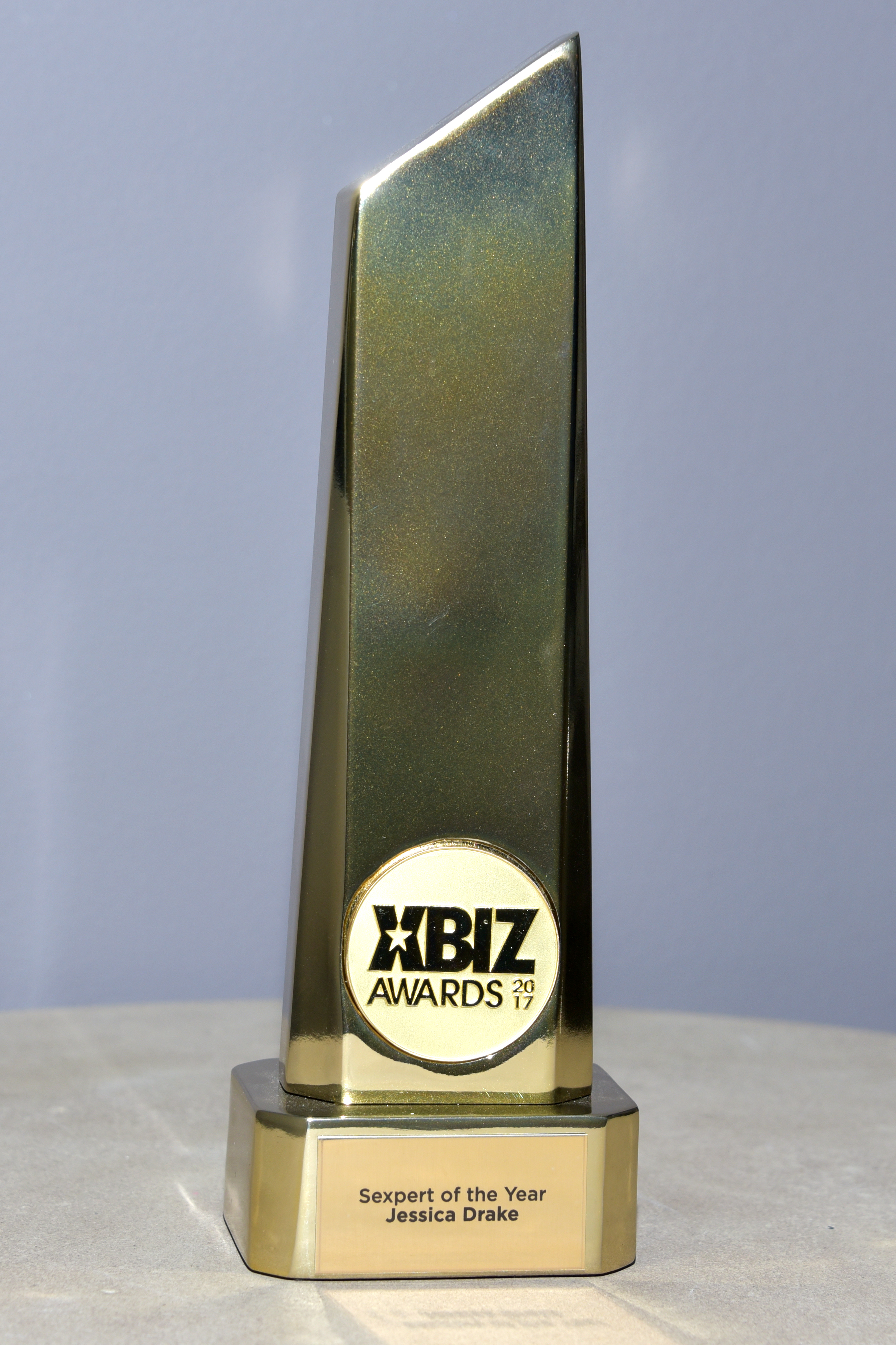
Trophée des XBIZ Awards, similaire à celui que Kenna James à remporter.

En terme de reconnaissance, l’année 2022 sera une année charnière pour elle. En effet, au mois de janvier, elle remporte l’AVN Award de la Meilleure Actrice Principale lors de la 39e cérémonie des AVN Awards, puis quelques semaines plus tard, elle décroche son premier prix d’interprète Lesbienne de l’année aux XBIZ Awards 2022. Le même mois, elle est à l’affiche de One Night In Los Angeles du studio Dorcel où elle partage l’un des deux rôles principaux avec Emily Willis. Au mois de juillet, elle fait partie du casting de Dark Is The Night du réalisateur James Avalon, puis dans un long métrage de grande ampleur par Adult Time intitulé Women’s World. Au mois d’octobre, elle est classée 9ème des actrice dont les œuvres ont été le plus achetées sur le site pour vod AEBN,.
En 2023, elle couvre, avec Kenzie Taylor, l’arrivée des interprètes sur le tapis rouge lors des XBIZ Awards 2023. Cette année-là, elle participe à certains projet hétérosexuelle notable tel que Reckless de Seth Gamble où elle partage notamment une scène avec Lexington Steele, Find Your Style pour Transfixed où elle tourne avec des actrices trans ou encore More de Ricky Greenwood pour Dorcel.
Toujours en activités aujourd’hui, elle est régulièrement dans le top des actrices dont le contenu est acheté sur AEBN.com et continue de tourner en studio. Elle également active sur la plateforme Onlyfans où elle propose du contenu personnaliser pour ses fans.

### Reconnaissance dans l'industrie
Kenna James est reconnue non seulement pour son apparence et sa sensualité naturelle, notamment connue comme étant la « girl next door » à ses débuts, mais aussi pour son talent d’actrice, qui lui permet de se démarquer dans une industrie hautement compétitive . Appréciée pour sa capacité à s’approprier des rôles variés, elle est souvent décrite comme une interprète polyvalente, capable d’incarner aussi bien des personnages doux et romantiques que des figures plus dominantes ou complexes . Son aisance face à la caméra et son professionnalisme lui ont permis de collaborer avec certains des réalisateurs et studios les plus prestigieux du secteur, notamment Jacky St. James, Axel Braun, Vixen et Girlsway ,.
L’un des aspects qui la distinguent est sa capacité à mémoriser rapidement de longs dialogues, un atout qui lui a valu d’être sollicitée pour des productions scénarisées où l’acting joue un rôle clé . Elle est souvent citée comme l’une des rares actrices de sa génération à véritablement s’investir dans la construction de ses personnages, rendant ses performances plus crédibles et immersives. Son engagement dans des projets ambitieux, comme The Possession of Mrs. Hyde ou Wastelands, témoigne de cette volonté de ne pas se limiter à de simples performances, mais d’apporter une véritable valeur narrative aux productions auxquelles elle participe .
Son professionnalisme et son attitude sur les plateaux sont également loués par ses collègues et les réalisateurs avec lesquels elle travaille. Jacky St. James, avec qui elle a tourné à plusieurs reprises, la considère comme l’une des actrices les plus impliquées et fiables du milieu, soulignant sa capacité à se fondre dans un rôle et à créer une véritable alchimie avec ses partenaires de scène. Cette approche lui permet d’obtenir des opportunités uniques et d’être régulièrement choisie pour des productions premium où la mise en scène et l’interprétation sont essentielles .
Kenna James attribue une grande partie de sa longévité dans l’industrie à son mode de vie sain. Contrairement à de nombreuses figures du milieu, elle a toujours évité les excès et adopte une discipline rigoureuse pour préserver son bien-être physique et mental. Elle s’abstient de drogues et limite sa consommation d’alcool, ce qui, selon elle, lui permet de rester constante dans son travail et d’aborder chaque nouveau projet avec énergie et enthousiasme ,. Cette hygiène de vie, combinée à son professionnalisme, lui vaut le respect de ses pairs et contribue à renforcer sa position dans l’industrie .
Enfin, Kenna James entretient une relation particulière avec son public. Elle s’implique activement sur les réseaux sociaux et les plateformes de camming, notamment MyFreeCams, où elle interagit directement avec ses fans. Son approche accessible et authentique lui permet de fidéliser une communauté engagée, qui la soutient à travers les différentes étapes de sa carrière .
À travers ces multiples facettes – actrice talentueuse, professionnelle exemplaire et personnalité attachante, Kenna James s’est imposée comme une figure incontournable de l’industrie. Sa capacité à évoluer tout en restant fidèle à elle-même fait d’elle une artiste respectée et toujours sollicitée, même après plusieurs années de carrière ,,.

## Distinctions

### AVN Awards
2021 :
- Meilleure scène de sexe en quarantaine

2022 :
- Meilleure actrice principale dans Under The Veil

### XBIZ Awards
2020 :
- Meilleure scène de sexe lesbien avec Charlotte Stokely dans Confessions Of A Sinful Nun 2: The Rise Of Sister Mona
- Meilleure actrice dans un second rôle dans Teenage Lesbian

2022 :
- Interprète lesbienne de l'année

### NightMovesAwards
2021 :
- Meilleure interprète lesbienne

## Filmographie partielle
Le nom du film est suivi du nom de ses partenaires lors des scènes pornographiques.
- 2014 : When The Boyz Are Away The Pets Will Play 2 avec Bree Daniels
- 2015 : Cheer Squad Sleepovers 13 avec Lena Nicole
- 2015 : Girls Kissing Girls 17 avec A.J. Applegate et Aidra Fox
- 2015 : Lesbian Adventures: Older Women Younger Girls 8 avec Kirsten Price
- 2015 : Me and My Girlfriend 10 avec Bree Daniels
- 2016 : First Love avec Charlotte Stokely
- 2016 : Lesbian Analingus 9 avec Abella Danger
- 2016 : More Than Girlfriends avec Bree Daniels et Jenna J Ross (scène 1) ; Aubrey Star (sc3)
- 2016 : Pussy Party avec Alex Grey
- 2017 : Fantasy Factory avec Alexis Fawx et Brett Rossi
- 2017 : My Mom's Tits avec Jelena Jensen
- 2017 : Rub, Lick and Suck My Wet Pussy avec Dani Daniels
- 2017 : Tell Me What You Want avec Valentina Nappi
- 2018 : Fantasy Factory: Wastelands avec April O'Neil (scène 2) ; Abigail Mac et April O'Neil (sc3)
- 2018 : Girlcore 1 avec Cherie DeVille
- 2018 : Lesbian Anatomy avec Cherie DeVille
- 2018 : Lesbian Stepmother 4 avec Sarah Vandella
- 2019 : Lesbian Stepmother 5 avec Elexis Monroe
- 2019 : Teenage Lesbian
- 2019 : Confessions of a Sinful Nun 2: The Rise of Sister Mona
- 2020 : Student Affairs
- 2021 : SpideyPool
- 2021 : Under The Veil
- 2022 : One Night In Los Angeles
- 2023 : Find Your Style